# Shamo (galinha)

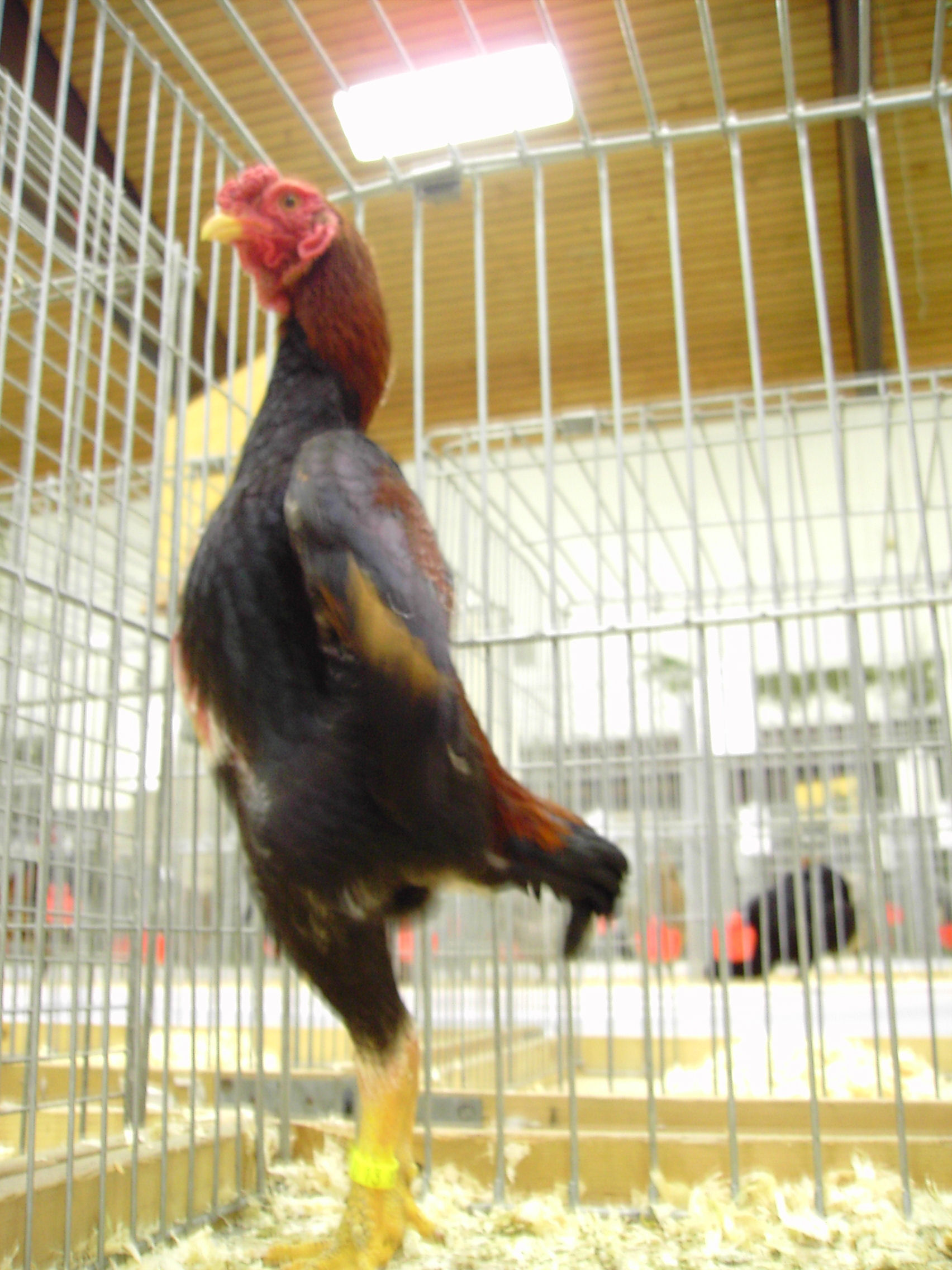
Ko Shamo em exposição numa gaiola em uma competição.

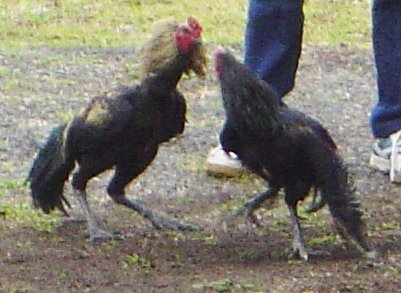
Briga de galos na Ásia

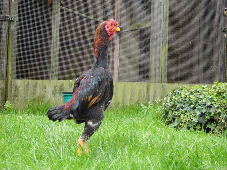
Galo Shamo

Shamo ou Ko-Shamo (軍鶏 or シャモ) é uma raça de galinha do Japão que se originou na Tailândia. O nome "Shamo" era uma corruptela de "Sião" durante o período Edo, mas tem sido produzido seletivamente por várias centenas de anos. Shamo, na realidade, é uma variante da Asil (Kaura), levado para Sião (Tailândia) e Taiwan e de lá para o Japão.
Existem tipos tipos pernaltas, de pescoço comprido e crista grande e carnuda, como também há espécies com pernas mais curtas, crista pequena e asas banquivóides, contudo a posição do corpo ereta e as asas junto aos ombros, salientes, são suas características comuns; são muito musculosos com plumagem pegajosa e curta, e olhar agressivo e cruel. 
Esta raça é muito usada em rinha de galo pelos japoneses, onde tal prática ainda é legal.

## Ligações Externas
- Galo Shamo